# ایستگاه راه‌آهن اولمیسته

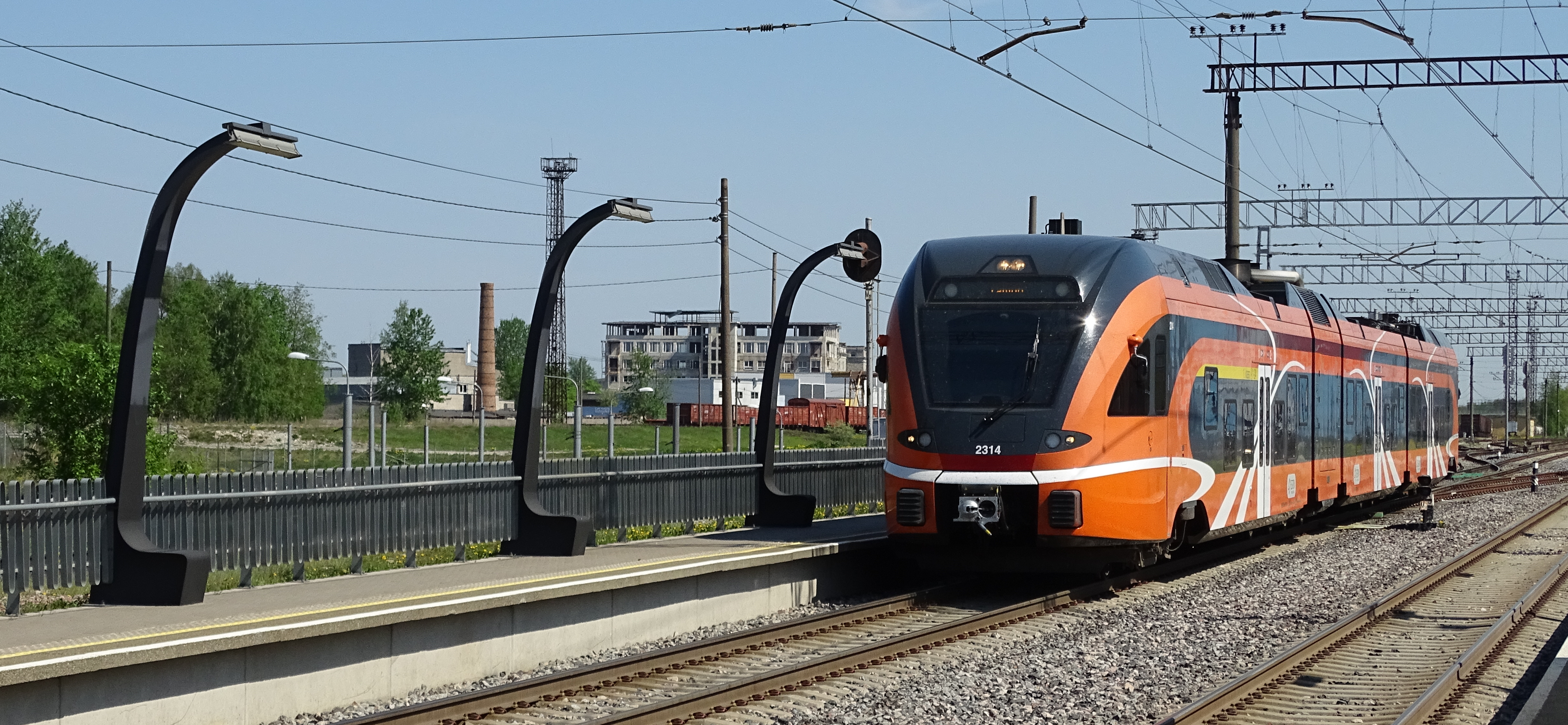
ایستگاه راه‌آهن اولمیسته در ۲۰۱۸

ایستگاه راه‌آهن اولمیسته (انگلیسی: Ülemiste railway station) یک ایستگاه در منطقه اولمیسته، تالین، استونی است.
این ایستگاه که در حدود ۵۰۰ متری فرودگاه تالین واقع شده و در سال ۱۹۰۰ میلادی ساخته شده قرار است تا سال ۲۰۳۰ پس از گسترش و توسعه ۳ پایتخت کشورهای حوزه دریای بالتیک را با قطار تندرو به لهستان متصل بکند.